# Unai Bustinza
Unai Bustinza Martínez (Bilbau, 2 de fevereiro de 1992) é um futebolista profissional espanhol que atua como defensor, atualmente defende o Leganés.